# Jules Vastag
Gyula Vastag, ou Jules Vastag, est un footballeur hongrois né le 6 septembre 1914 et inhumé en 1977 à Taissy. Il évolue au poste d'attaquant.

## Biographie

### Carrière en club

#### Ses débuts en Hongrie
Jules Vastag débute dans le club hongrois de l'Újszegedi TC de Szeged, où il passe professionnel à 20 ans, en 1934.

#### US Longwy
À l'été 1936, l'international amateur hongrois débarque en France à l'US Longwy. Il y évolue sous les ordres de l'entraîneur hongrois Hugo Fenichel, aux côtés d'un autre hongrois, le demi-centre Smolko.
L'US Longwy vient alors tout juste de passer professionnel, et est inscrit dans le championnat de France de 3e Division. Jules Vastag se fait rapidement remarquer dans la Division régionale, puisqu'il inscrit pas moins de 24 buts lors de ses 12 premiers matches, et qu'il est courtisé par des grands clubs français.
Il est également choisi pour évoluer dans la sélection régionale de Lorraine, alors quasi exclusivement composée de joueurs du FC Metz, qui évolue en 1re Division. La Lorraine s'incline 2-1 face à la sélection alsacienne, mais c'est Jules Vastag qui inscrit le but lorrain.
Le club se classe à la quatrième place, avec la meilleure attaque (67 buts), et accède à la 2e Division. Jules Vastag termine meilleur buteur de la 3e Division, puis signe au FC Charleville.

#### Olympique Football Club Charleville
Charleville est inscrit dans la poule Est du Championnat de 2e Division, tout comme son ancien club, Longwy. Jules Vastag réalise d'excellents débuts dans son nouveau club, en inscrivant 11 buts lors des deux matches de préparation d'avant-saison.
Malheureusement, Charleville ne parvient pas à se qualifier pour la poule des premiers, et choisit de mettre Vastag sur la liste des transferts, au prix de 55 000 Francs. Il effectue d'ailleurs un entraînement avec le RC Paris mais il ne convainc pas.
À noter que le 31 octobre 1937, il inscrit le but de la sélection du Nord-Est, lors de la défaite face au Luxembourg.
En deuxième partie de saison, Charleville remporte la poule Relégation du Championnat de 2e Division, mais Jules Vastag repart à l'US Longwy pour la saison suivante.

#### Retour à l'US Longwy
Le Championnat de France de 2e Division change de formule et retrouve une poule unique de 23 clubs pour cette saison.
En décembre, Jules Vastag retrouve la sélection de Lorraine pour une rencontre face à la sélection de Bourgogne-Franche Comté, constituée principalement des joueurs du FC Sochaux, double champion de France de 1re Division en titre. Il inscrit à lui seul les 6 buts de son équipe (score final 6-2), attirant l'attention de clubs de 1re Division.
La suite de la saison est plus difficile pour Vastag, coupable de voies de fait sur des supporters, lors de la rencontre face à son ancien club, Charleville. Il écope de 15 jours de suspension.
La saison suivante est perturbée par le début de la Seconde Guerre mondiale, mais Vastag termine toutefois meilleur buteur du Championnat de 2e Série, puis signe au Red Star.

#### Red Star
Pour la saison 1940-41, Jules Vastag rejoint Paris et la 1re Division, évoluant cette fois dans la poule de la Zone Occupée du Championnat de France. Il est encore une fois choisi pour représenter la sélection régionale, celle de Paris cette fois, pour affronter une sélection fédérale. Dans ce match qualifié d'opposition entre deux sélections parisiennes, Vastag inscrit un triplé.
Son style est comparé à celui de Matthias Sindelar, l'attaquant vedette de la Wunderteam autrichienne, mettant en avant notamment sa qualité de feinte, sa frappe et son jeu de tête.
Le Red Star atteint la finale de la Coupe Charles Simon de la zone occupée face aux Girondins de Bordeaux, mais s'incline 3-1 au Parc des Princes. Vastag, en méforme, est jugé responsable de cet échec.
À l'intersaison, il est visé par le RC Paris, mais signe finalement à l'AS Troyes.

#### AS Troyes Sainte Savine
L'AS Troyes a effectué un recrutement ambitieux, Jules Vastag et trois joueurs des Girondins de Bordeaux, avec l'intention de jouer les premiers rôles en Division Interrégionale. Mais coup dur pour l'AS Troyes, au mois de septembre la commission du statut des joueurs annule les signatures de Vastag et de deux anciens bordelais, ne les autorisant qu'à jouer des matches amicaux. Elle revient cependant sur sa décision le mois suivant.
Une fois lancé dans sa saison, Jules Vastag apparaît encore en sélection régionale. Il est alors le seul représentant troyen au milieu des joueurs du Stade de Reims dans la sélection Nord-Est, qui s'impose 5-1 face à la sélection du Nord.
En fin de saison, il atteint également la finale de la Coupe de France des Provinces françaises, sous les couleurs champenoises. La Champagne s'incline 6-1 face à la Normandie, Vastag inscrivant le seul but de son équipe.
Enfin, il termine en beauté avec l'AS Troyes, qui remporte son dernier match en championnat et se classe à la 2e place, synonyme d'accession en Division Nationale.
Lors de sa deuxième saison troyenne, il évolue donc en 1re Division, Dans le groupe Nord. Il est encore appelé régulièrement en sélection Champagne, mais son club ne brille pas, et termine bon dernier du championnat.

#### Équipe fédérale Reims-Champagne
Le championnat de guerre est une nouvelle fois remodelé lors de la saison 1943-44 : cette fois, c'est un championnat fédéral qui est organisé. Il regroupe seulement 16 équipes fédérales, contre 32 équipes professionnelles la saison précédente.
Jules Vastag y participe, cette fois sous les couleurs de Reims-Champagne. La presse loue son talent, mais souligne également la nonchalance dont il a pu faire preuve par le passé.
L'équipe effectue un parcours moyen en championnat, mais brille en Coupe de France de football 1943-1944. Vastag est le héros de la demi-finale en inscrivant le but vainqueur, dans les prolongations du match.
Il ne participera pourtant pas à la finale, car il est mis à l'écart de l'équipe par son propre directeur sportif, qui lui reproche son indiscipline et son attitude contraire à celle attendue d'un joueur professionnel. Il est très affecté par cette décision, lui qui avait déjà raté sa finale face aux Girondins de Bordeaux trois ans plus tôt. Il ironisera en se déclarant libre, si l'Nancy-Lorraine souhaite l'engager pour jouer la finale sous les couleurs d'en face. La Lorraine remportera la finale sur le score de 4-1.
Sur le plan personnel, Vastag termine le championnat avec 22 buts, à la place de 6e meilleur buteur.

#### Stade français
C'est sans surprise que l'aventure rémoise se termine pour Vastag, qui s'engage alors pour le Stade français, dans le groupe Nord du Championnat de 1re Division, qui change à nouveau de formule.
Le club termine neuvième sur douze de son groupe.

#### Retour à l'AS Troyes Sainte Savine
Jules Vastag revient à l'AS Troyes, dans le Groupe Nord de la 2e Division. Le Championnat de 2e Division 1945-46 constitue la reprise du championnat de 2e division, qui avait été interrompu par la seconde guerre mondiale. La réputation de Vastag l'ayant précédée, l'entraîneur lui signifie dès la signature qu'il ne tolèrera aucune incartade de sa part.
L'AS Troyes se sauve de justesse, en terminant avant-dernier de son groupe.

#### FC Metz
Vastag rejoint un dernier club en signant au FC Metz pour la saison 1946-47. Il y joue seulement trois matches et n'inscrit qu'un seul but.

### Vie familiale
Jules Vastag a trois enfants avec Jeanine Bastien : Mireille, William et Jean.

### Hommage
Le stade municipal de Taissy, village de la Marne où il est inhumé, porte son nom.

## Palmarès
| US Longwy - Championnat de France de D3 : - Meilleur buteur : 1936-37. - Championnat de France de 2e Série : - Meilleur buteur : 1939-40. |  | Red Star - Coupe Charles Simon de la zone occupée : - Finaliste : 1940-41. |  | Équipe de Champagne - Coupe de France des Provinces françaises : - Finaliste : 1941-42. |  | Reims-Champagne - Coupe de France : - Finaliste : 1943-44. |